# タラ (通貨)
タラ（サモア語: tālā）は、サモア独立国の通貨。補助単位としてセネ（サモア語: sene）があり、1タラ＝100セネである。通貨名はドルとセントのサモア語読みである。そのため、サモア・ドルと呼ばれることもある。

## 歴史
タラは1967年に導入された。それまでは西サモア（当時）はニュージーランド・ポンドを使用しており、紙幣も硬貨もニュージーランドで発行されていた。タラは2タラ＝1ポンドで置き換えられ、ニュージーランド・ドルに等しいとされた。ニュージーランド・ドルとの連動は1975年まで続いた。

## 記号
通貨記号は従来はWS$であったが、近年はWSTやST、Tを使用することが多くなった。しかし現在でも、100タラ紙幣のようにWS$と記され、その後にタラと記されているものもある。

## 硬貨
1967年に、1, 2, 5, 10, 20, 50セネ硬貨が導入された。青銅の1, 2セネを除いて、他の硬貨は白銅で鋳造された。1984年には、アルミニウム青銅貨の1タラが発行された。
2011年に、生産コストが硬貨の価値を上回り流通量が年々減少していた1, 2, 5セネ硬貨が廃止され、他の硬貨も生産コストを抑えるため従来の硬貨より小さいものに一新された。1タラ硬貨と新たに導入された2タラ硬貨は青銅、その他の硬貨はニッケルで鋳造された。

### 現行硬貨
2011年に導入された現行硬貨は次の10セネ、20セネ、50セネ、1タラ、2タラである。王立オーストラリア造幣局が鋳造。
- 10セネ硬貨　- ファウタシ（サモアの伝統的なボート）のレーサー
- 20セネ硬貨　- テウイラ（サモアの国花）
- 50セネ硬貨　- オオハシバト（サモアの国鳥）
- 1タラ硬貨　- カヴァボウル（伝統的な飲料）とハエたたき
- 2タラ硬貨　- サモアの国章

## 紙幣
紙幣は、1967年に西サモア銀行によって1, 2, 10タラが発行され、1980年には西サモア通貨委員会によって5タラ紙幣が発行された。1985年にはサモア中央銀行によって2, 5, 10, 20タラ紙幣が発行され、
50, 100タラは1990年に発行が開始された。2008年8月1日、サモア中央銀行は5タラから100タラの5種の紙幣の新紙幣を発表した。

### 現行紙幣
2008年8月に導入された現行紙幣は次の5タラ、10タラ、20タラ、50タラ、100タラである。全てポリマー紙幣である。イギリスのデ・ラ・ルー社が生産。
- 5タラ紙幣（赤）- 表：サモアの砂浜、裏：ロバート・ルイス・スティーヴンソン旧邸
- 10タラ紙幣（青）- 表：2007年ラグビー香港セブンズ優勝チーム、裏：通学するサモアの児童
- 20タラ紙幣（黄）- 表：ウポル島のソポアガ滝、裏：国鳥オオハシバトと国花チュイラ（ハナミョウガ属）
- 50タラ紙幣（紫）- 表：首都アピアの官庁ビル、裏：サモア中央銀行
- 100タラ紙幣（緑）- 表：マリエトア・タヌマフィリ2世肖像、裏：アピア・ムリバイ大聖堂